# Concepción del Monte
Concepción del Monte är en ort i kommunen San José del Rincón i delstaten Mexiko i Mexiko. Samhället hade 1 156 invånare vid folkräkningen 2020.